# Reclaim the Night

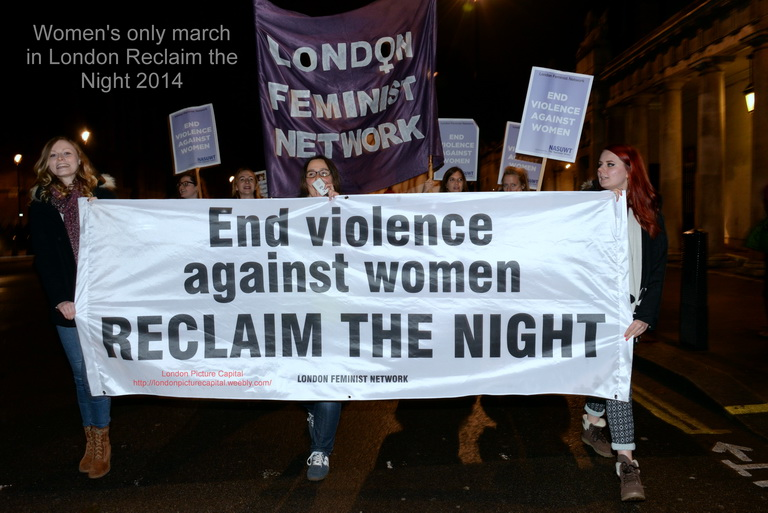
Kvinnor marscherar i centrala London i november 2014.

Reclaim the Night är en rörelse som startade i Leeds år 1977 som en del av Women's Liberation Movement. Fram till 1990-talet marscherade rörelsen i England för att kvinnor ska kunna känna sig säkra då de vistades på allmänna platser även nattetid. Rörelsen förnyades sedan och marscherar mot våldtäkter och våld mot kvinnor.